# دانشگاه بریمی
دانشگاه بریمی (به عربی: جامعة البریمی) یک دانشگاه در عمان است که در شهرستان بریمی واقع شده‌است.